# インターナショナル・チャンピオンズ・カップ
インターナショナル・チャンピオンズ・カップ（英: International Champions Cup, 略称：ICC）は、サッカーのクラブチームによるプレシーズン大会である。2013年に創設され、2019年を最後に大会は行われていない。

## 歴史
2012年まで3年間行われていた、ワールド・フットボール・チャレンジに取って代わった大会である。当初は欧州のクラブチーム同士がアメリカ合衆国で試合を行っていたが、年々世界各国で行われる様になった。大会スポンサーは、アイルランドの老舗ビール会社であるギネス。
2020年に新型コロナウイルス感染症の影響で中止され、以降大会は行われていない。

## 大会方式
- 2013年はアメリカ合衆国とカナダでグループステージを行い、両グループの順位決定戦を行った。
- 2014年は順位決定戦がなくなり、両グループの1位同士の対戦のみ行われた。
- 2015年は豪州、米国、中国の3ラウンドに分けて各大陸ごとに優勝が決められた。

## 歴代大会結果
| 回 | 開催年 | 開催国 | 優勝                         | 準優勝                     |
| -- | ------ | --- | ---------------------------- | -------------------------- |
| 1  | 2013年 | アメリカ合衆国 / スペイン                                                                                            | レアル・マドリード           | チェルシー                 |
| 2  | 2014年 | アメリカ合衆国 / カナダ                                                                                              | マンチェスター・ユナイテッド | リヴァプール               |
| 3  | 2015年 | オーストラリア | レアル・マドリード           | ローマ                     |
| 3  | 2015年 | 中国 | レアル・マドリード           | ミラン                     |
| 3  | 2015年 | アメリカ合衆国 | パリ・サンジェルマン         | ニューヨーク・レッドブルズ |
| 4  | 2016年 | オーストラリア | ユヴェントス                 | アトレティコ・マドリード   |
| 4  | 2016年 | 中国 | 優勝チームなし               | 優勝チームなし             |
| 4  | 2016年 | アメリカ合衆国 | パリ・サンジェルマン         | リヴァプール               |
| 5  | 2017年 | シンガポール | インテル                     | バイエルン・ミュンヘン     |
| 5  | 2017年 | 中国 | 優勝チームなし               | 優勝チームなし             |
| 5  | 2017年 | アメリカ合衆国 | バルセロナ                   | マンチェスター・シティ     |
| 回 | 開催年 | 開催国 | 1位                          | 2位                        |
| 6  | 2018年 | オーストリア / イタリア · ポーランド / ポルトガル · シンガポール / スペイン · スウェーデン / スイス · アメリカ合衆国 | トッテナム・ホットスパー     | ボルシア・ドルトムント     |
| 7  | 2019年 | 中国 · イングランド · スウェーデン · シンガポール · アメリカ合衆国 · ウェールズ                                      | ベンフィカ                   | アトレティコ・マドリード   |

## クラブ所在国別成績
| 国・地域名     | 優 | 準 |
| -------------- | -- | -- |
| スペイン       | 4  | 2  |
| イングランド   | 2  | 4  |
| イタリア       | 2  | 2  |
| フランス       | 2  | 0  |
| ポルトガル     | 1  | 0  |
| ドイツ         | 0  | 2  |
| アメリカ合衆国 | 0  | 1  |